# John E. Carlson Coliseum
John E. Carlson Coliseum är en inomhusarena i den amerikanska staden Fargo i delstaten North Dakota. Den har en publikkapacitet på 4 200 åskådare.
Ishockeylagen Fargo-Moorhead Ice Sharks i United States Hockey League (USHL) och Fargo-Moorhead Jets i North American Hockey League (NAHL) använde den som hemmaarena när lagen var aktiva.